# No dudaría
«No dudaría» es el título de una canción compuesta e interpretada por el artista español Antonio Flores, e incluida en su álbum debut Antonio (1980).

## Descripción
Sin duda el mayor éxito en la carrera de Antonio Flores, el tema ha llegado a ser calificado como mítico y auténtico himno del pop español Interpretada por primera vez en el programa de Televisión española Aplauso, cuenta con acompañamiento de piano y guitarra con endurecimiento progresivo de la percusión, con influencias de blues. La letra supone un canto contra la violencia, en la que el narrador reconoce haberla ejercido en el pasado, para - en un alegato por el pacifismo - prometer renunciar a ella para siempre en el futuro.
Considerada por la revista Esquire como la número 35 entre las 100 mejores canciones en español de la historia.

## Versiones
Versionado por el rockero Rosendo en el disco homenaje Cosas tuyas (2002) y por la hermana del autor Rosario Flores en el álbum Parte de mí (2008), que la ha incorporado a su repertorio habitual. Esta versión llegaría al número uno de la lista de Los 40 Principales la semana del 27 de septiembre de 2008. También fue intepretada por Ángeles Muñoz, solista de la banda Camela en el talent show Tu cara me suena (2012) y por los presentadores de televisión Raquel Meroño, Marc Sala y Martín Barreiro en el programa Telepasión (2021).